# Саурмаг II
Саурмаг II (груз. საურმაგ II) – цар Кавказької Іберії (Картлі) з династії Хосровідів. Його не згадує грузинська історична традиція, але про нього писав римський історик Амміан Марцеллін. Був старшим сином Рева II від принцеси Салом і братом Трдата Бакура. 